# 同构基本定理
同构基本定理，或称同态基本定理、同型定理（英語：Isomorphism theorems），包含三个定理，在泛代数领域有广泛的应用。它们证明了一些自然同构的存在性。

## 历史
同构基本定理最早由埃米·诺特（Emmy Noether）在她于1927在德国数学期刊数学分析（Mathematische Annalen）发表的论文Abstrakter Aufbau der Idealtheorie in algebraischen Zahl- und Funktionenkörpern中明确阐述。

## 群同構基本定理
群论中的同构基本定理形式相对简单，却表达了商群的重要性质。定理的叙述中用到了关于正规子群的等价类概念。

### 群同構第一定理
給定一個群同態 {\displaystyle f:G\to G'}，根據群同態第一基本定理，我們可以把{\displaystyle G}除以{\displaystyle f}的核，使{\displaystyle f} 變成單射。
直觀來講，把一個群{\displaystyle G}除以{\displaystyle G}的子群{\displaystyle H}相當於把{\displaystyle H}裡的元素看成0(一元素）。把{\displaystyle f}的核除掉後，我們使得{\displaystyle f(x)=0}只在 {\displaystyle x=0}時才會成立，這是{\displaystyle f}的單射性的等價敘述。
我們必須先確定商群具有群的結構，才可以對{\displaystyle G/\operatorname {Ker} f\to G'}進行討論。
定理：
給定{\displaystyle G}和{\displaystyle G'}兩個群，和{\displaystyle f:G\rightarrow G'}群同態。則{\displaystyle \operatorname {Ker} f}是一個{\displaystyle G}的正規子群。
證明：
記 {\displaystyle \cdot } 為{\displaystyle G}和{\displaystyle G'}的運算符號，記{\displaystyle e}和{\displaystyle e'}他們的單位元，我們可以驗證{\displaystyle \operatorname {Ker} f} 在共軛運算下封閉，即對於所有{\displaystyle x\in G}、所有{\displaystyle h\in \operatorname {Ker} f}，有{\displaystyle x\cdot h\cdot x^{-1}\in \operatorname {Ker} f}。
我們有{\displaystyle f(x\cdot h\cdot x^{-1})=f(x)\cdot f(h)\cdot f(x^{-1})}。由於{\displaystyle h}在{\displaystyle \operatorname {Ker} f}裡面，即{\displaystyle f(h)=e'}，我們推論{\displaystyle f(x\cdot h\cdot x^{-1})=f(x)\cdot f(x^{-1})=f(x\cdot x^{-1})=f(e)=e'}。因此，{\displaystyle x\cdot h\cdot x^{-1}}在{\displaystyle \operatorname {Ker} f}裡面，故{\displaystyle \operatorname {Ker} f}是{\displaystyle G}的正規子群。
{\displaystyle \operatorname {Ker} f}是{\displaystyle G}的正規子群的這個性質讓我們可以在商群{\displaystyle G/\operatorname {Ker} f}上定義一個與{\displaystyle G}的運算規則相容的運算規則。因為相容性的緣故，群同態{\displaystyle f:G\rightarrow G'}誘導出群同構{\displaystyle {\widehat {f}}:G/\operatorname {Ker} f\rightarrow \operatorname {Im} f}。
我們有以下的定理：
群同構第一定理
給定{\displaystyle G}和{\displaystyle G'}兩個群，{\displaystyle f:G\rightarrow G'}群同態，則{\displaystyle f}誘導出一個從{\displaystyle G/\operatorname {Ker} f}打到{\displaystyle f(G)}的群同構。
證明：
記{\displaystyle H}為{\displaystyle f}的核。我們定義{\displaystyle {\hat {f}}}為{\displaystyle {\widehat {f}}(xH)=f(x)}.
- 函數{\displaystyle {\widehat {f}}}定義良好，即{\displaystyle {\widehat {f}}(xH)}只依賴於{\displaystyle xH}而與代表{\displaystyle x}的選擇無關。理由是，若{\displaystyle y\in G}是{\displaystyle xH}的一個代表，即若{\displaystyle xH=yH}，則{\displaystyle xy^{-1}\in H=\operatorname {Ker} f}，所以{\displaystyle f(x)=f(y)}，從而{\displaystyle {\widehat {f}}(xH)={\widehat {f}}(yH)}。
- 由商群運算的定義，{\displaystyle {\widehat {f}}}是一個群同態。
- 群同態{\displaystyle {\widehat {f}}}滿射：對於所有{\displaystyle y\in f(G)}，存在{\displaystyle x\in G}使得{\displaystyle f(x)=y}，由此{\displaystyle {\widehat {f}}(xH)=f(x)=y}。
- 群同態{\displaystyle {\widehat {f}}}單射。理由是：考慮{\displaystyle {\widehat {f}}}的核裡的任意元素{\displaystyle xH}，則{\displaystyle e'={\widehat {f}}(xH)=f(x)}，即{\displaystyle x}在{\displaystyle f}的核{\displaystyle H}裡面。又{\displaystyle xH=H}是{\displaystyle G/H}的單位元。

這個定理也可以想成是一個單射與一個滿射的複合，以下為示意圖

交換圖

### 群同構第二定理
群同構第二定理：
給定群 {\displaystyle G} 、其正規子群 {\displaystyle N} 、其子群 {\displaystyle H} ，則 {\displaystyle N\cap H} 是 {\displaystyle H} 的正規子群，且我們有群同構如下：
{\displaystyle H/(H\cap N)\simeq HN/N}
證明：
- 必須先證明{\displaystyle HN}确实是一个群，以及{\displaystyle N}限定在{\displaystyle HN} 中亦是一個正規子群，才能討論商群 {\displaystyle HN/N}。

設 {\displaystyle hn} 和 {\displaystyle h'n'} 為 {\displaystyle HN} 中的兩個元素。我們有 {\displaystyle hnh'n'=hh'(h'^{-1}nh')n'} ，其中 {\displaystyle hh'\in H}, {\displaystyle h'^{-1}nh'\in N} (因為 {\displaystyle N} 在 {\displaystyle G} 中正規) 且 {\displaystyle n'\in N}，故 {\displaystyle hnh'n'} 在 {\displaystyle HN} 中，其證明了 {\displaystyle HN} 在乘法下封閉。不難證明他不是空集合、以及反元素的封閉性。
此外，我們有 {\displaystyle N\subset HN\subset G} 的包含關係，並且 {\displaystyle N} 在 {\displaystyle G} 中正規，所以也在 {\displaystyle HN} 中正規。
- 為了建構群同構，我們將使用群同構第一定理。

取 {\displaystyle j:H\hookrightarrow HN}單射群同態，定義為 {\displaystyle j(h)=h} ，
取標準滿射 {\displaystyle \sigma :HN\twoheadrightarrow HN/N} (值域是個群，因為 {\displaystyle N} 在 {\displaystyle G} 中正規)。藉由複合兩個群同態，我們建構出一個新的群同態 {\displaystyle f=\sigma \circ j:H\to HN/N} 定義為 {\displaystyle f(h)=hN}。
- 群同態 {\displaystyle f} 是滿射。

理由是，設 {\displaystyle (hn)N\in HN/N} ，其中 {\displaystyle h\in H} 且 {\displaystyle n\in N} 。由於 {\displaystyle n} 在 {\displaystyle N} 裡面， {\displaystyle hnN=hN} ，故{\displaystyle hnN=f(h)}。
- {\displaystyle f} 的核是 {\displaystyle H\cap N} 。

理由是， {\displaystyle f(h)=hN} 是 {\displaystyle HN/N} 的單位元，即 {\displaystyle N} 若且唯若， {\displaystyle h} 在 {\displaystyle N} 裡面。由於 {\displaystyle h} 已經在 {\displaystyle H} 裡面，所以證明這個相當於證明 {\displaystyle h} 在 {\displaystyle N\cap H} 裡面。
- 由群同構第一定理知 {\displaystyle N\cap H} 是 {\displaystyle H} 的正規子群，且其誘導出的映射 {\displaystyle {\widehat {f}}:H/(N\cap H)\to HN/N} 是群同構。

如果我們弱化前提，假設 {\displaystyle N} 的正規化子包含 {\displaystyle H} (把相等改成包含)這個定理依然正確。

### 群同構第三定理
群同構第三定理：
給定群 {\displaystyle G} ， {\displaystyle N} 和 {\displaystyle M} 為 {\displaystyle G} 的正規子群，滿足 {\displaystyle M} 包含於 {\displaystyle N} ，則 {\displaystyle N/M} 是 {\displaystyle G/M} 的正規子群，且有如下的群同構：
{\displaystyle (G/M)/(N/M)\simeq G/N.}
證明：
{\displaystyle G/M\to G/N,~gM\mapsto (gM)N=g(MN)=gN} 為滿射，其核為 {\displaystyle N/M}
所以可由群同構第一定理得到  {\displaystyle (G/M)/(N/M)\simeq G/N.}

## 环和模上的形式
- 将定理中的“群”换为“R-模”，将“正规子群”换为“子模”，就得到对于确定的环R上的模的同构基本定理，（因此同构基本定理对于确定的域上的向量空间也成立）对于向量空间，同构第一基本定理即是秩-零化度定理。
- 将定理中的“群”换为“环”，“子群”换为“子环”，“正规子群”换为“理想”，“商群”换为“商环”就得到环的同构基本定理。
- 与子群的乘积HK相对应的定义是子模，子环，子空间的并，用H + K而不再用HK表示。具体的定义是：

{\displaystyle H+K=\left\{a+b|a\in H,b\in K\right\}}

## 推广
在泛代数中，正规子群被推广为更广泛的共轭类的概念。
设A是一个代数结构，A的一个同余类是A上的一个等价关系{\displaystyle \Phi }，可看作是A × A上的子代数。等价类A/{\displaystyle \Phi }的集合在定义了适合的运算法则后，便可成为与A同类型的代数结构。

### 第一同构定理
设A和B是两个代数结构，f是A到B的态射，则A等价关系{\displaystyle \Phi }：a~b当且仅当f(a)=f(b) 是A上的一个同余类，并且A/{\displaystyle \Phi }同构于f的像（B的子代数）。

### 第二同构定理
设B是A的子代数，{\displaystyle \Phi }是A上的同余类。令[B]{\displaystyle \Phi }是所有包含B种元素的同余类的集合，它是A/{\displaystyle \Phi }的一个子集；{\displaystyle \Phi _{B}}是{\displaystyle \Phi }限制在
B × B上的部分。那么[B]{\displaystyle \Phi }是A/{\displaystyle \Phi }的子代数结构，{\displaystyle \Phi _{B}}是B上的同余类，并且[B]{\displaystyle \Phi }同构于B/{\displaystyle \Phi _{B}}。

### 第三同构定理
设A是一个代数结构，{\displaystyle \Phi }和{\displaystyle \Psi }是A上的两个同余关系，{\displaystyle \Psi }包含于{\displaystyle \Phi }。则{\displaystyle \Phi }定义了A/{\displaystyle \Psi }上的一个同余类{\displaystyle \Theta }：[a]~[b]当且仅当a与b关于 {\displaystyle \Phi }同余（[a]表示a所在的{\displaystyle \Psi }-等价类），并且A/{\displaystyle \Phi }同构于(A/{\displaystyle \Psi })/{\displaystyle \Theta }。